# Андреас Квірренбах
Андреас Квірренбах (нім. Andreas Quirrenbach) — німецький астроном, спеціаліст з екзопланет, директор обсерваторії Кенігштуль в Гайдельберзі.

## Біографія
Андреас Квірренбах вивчав фізику спочатку в Боннському університеті, а потім в Гайдельберзькому університеті, де він задистив диплом з чисельної фізики плазми. Повернувшись у Бонн, він поступив в аспірантуру в Інститут радіоастрономії імені Макса Планка, а в 1990 році захистив дисертацію доктора філософії. Після цього він три роки працював у Військово-морській обсерваторії США на стипендії Феодора Лінена від Фонду Гумбольдта. В 1993 році повернувся до Німеччини і почав працювати в Гархінгу в Інституті позаземної фізики імені Макса Планка над розробкою адаптивної оптики, яка в той час була новітньою щойно винайденою технологією. В 1997 році Квірренбах був запрошений до Університету Каліфорнії у Сан-Дієго, і під час перебування в Каліфорнії він зацікавився пошуком екзопланет, — темою, яка відтоді стала головною в його наукових дослідженнях. З 2002 року Квірренбах працював у Лейденському університеті, де він, зокрема, брав участь у розробці телескопів нового покоління. В квітні 2006 він очолив обсерваторію Кенігштуль в Гайдельберзі, а кілька його співробітників переїхали з Лейдена до Гайдельберга разом з ним.